# Tríscele

O tríscele com armadura da bandeira da Ilha de Man

O tríscele no
Brasão de armas da Sicília

Um tríscele ou triskelion (do grego τρισκέλιον [triskélion]; τρισκελής [triskelís], "com três pernas") é um símbolo formado por três espirais entrelaçadas, por três pernas humanas flexionadas ou por qualquer desenho similar que contenha a ideia de simetria rotacional.
O tríscele é o símbolo identificativo de cinco regiões europeias: a Bretanha, a Ilha de Man, a Galiza, o Norte de Portugal e a Sicília. Os trísceles de Man e da Sicília são formados por três pernas dobradas e entrelaçadas na região da virilha. Enquanto que o tríscele de Man são três pernas envolvidas por uma armadura, o tríscele siciliano contém em seu centro a imagem da cabeça de uma Medusa. O tríscele da Galiza e do Norte de Portugal são três meias luas girando sobre o mesmo ponto. O tríscele da Bretanha é também um símbolo celta.

Tríscele do capacete gaulês de Amfreville.

A bandeira da Sicília com o símbolo do tríscele revivido por Joachim Murat

Bandeira da Ust-Orda Buryatia

## Origens
O tríscele é um símbolo que aparece em muitas culturas da Antiguidade, como a dos Celtas ou a dos micênios ou a dos lícios.
A primeira aparição do tríscele foi nos templos megalíticos de Malta.[carece de fontes?]
Também é possível vê-lo nas tumbas neolíticas de Newgrange, na Irlanda. No entanto, os habitantes de Newgrange da época não eram celtas.[carece de fontes?]
No caso da Bretanha, Ilha de Man e Galiza é própria da cultura Celta. No caso da Sicília seria herdado da Civilização Micênica.
Também é um emblema heráldico posto em escudos de guerreiros ilustrados na cerâmica da Antiga Grécia.

O tríscele era um símbolo que tinha uma variedade de significados para os primeiros pagãos. É um dos símbolos celtas mais antigos e é mais conhecido por representar os três mundos; o celestial, físico e espiritual.[carece de fontes?]
Uma interpretação liga o tríscele ao sol, aos deuses triádicos e aos três domínios de terra, mar e céu. Acreditava-se que a espiral tripla também representava os ciclos da vida (nascimento, morte, renascimento), bem como a Deusa Tríplice (donzela, mãe e mulher sábia).[carece de fontes?]
Os celtas associam uma variedade de significados ao tríscele , cada um deles lidando com algum aspecto do crescimento pessoal, desenvolvimento humano e progresso espiritual. Exemplos disso são vida-morte-renascimento, passado-presente-futuro e criação-proteção-destruição.[carece de fontes?]
Uma teoria interessante sobre o significado do tríscele o conecta com o conceito de reencarnação. Isso ocorre porque o símbolo consiste em uma linha aparentemente contínua que pode ser comparada ao movimento contínuo do tempo.[carece de fontes?]
Diz-se que o tríscele simboliza todo o processo de sempre seguir em frente até atingir um estado de profunda iluminação e compreensão. [carece de fontes?]